# Reggaeton
Reggaeton ist eine Musikrichtung, die sich aufbauend auf Reggae, Hip-Hop, Merengue, lateinamerikanischen Musikrichtungen und elektronischer Tanzmusik entwickelt hat.

## Geschichte
Der Musikrichtung gelang erst Anfang des 21. Jahrhunderts der internationale Durchbruch. In den USA erwarben seit Ende der 1990er Jahre einige Majorlabel Beteiligungen an Plattenfirmen in Puerto Rico, um die Musik vertreiben zu können. Auch zahlreiche Kollaborationen zwischen puerto-ricanischen und US-amerikanischen Musikern, vor allem aus der Hip-Hop-Szene, trugen zur aktuellen Popularität des Musikstils bei.

### Entstehung
Der Reggaeton entstand – weitgehend unabhängig voneinander – in verschiedenen Regionen:
- in den 1980er Jahren in Panama, zunächst als „spanischsprachiges Reggae“
- ab Ende der 1990er Jahre durch aus der Dominikanischen Republik und Puerto Rico stammende Künstler in New York, die Elemente der Genres Merengue und Salsa mit Hip-Hop- und Reggae-Elementen versahen
- und in den 1990er Jahren in Puerto Rico, von wo aus Reggaetón schließlich in ganz Lateinamerika, kurze Zeit später auch in den USA, in Spanien und seit 2005 auch in Mitteleuropa und Osteuropa populär geworden ist.

Die ersten Reggaemusiker Lateinamerikas tauchten Mitte der 1970er Jahre in Panama auf. Der Reggae war hier dank der vielen jamaikanischen Einwanderer, die zum Bau des Panamakanals ins Land gekommen waren, populär geworden. Entscheidende, den Reggaetón ebenfalls charakterisierende Elemente wie Einflüsse aus Hip-Hop und House wurden jedoch erst später von Künstlern aus Puerto Rico entwickelt. Die ersten spanischsprachigen Hip-Hop-Tapes kamen Mitte der 1980er Jahre aus Puerto Rico.

### Entwicklung in den 1990er Jahren
Anfang der 1990er Jahre fand auch Ragga aus Jamaika auf der Insel eine breitere Aufmerksamkeit. Die spanischen Versionen von Ragga-Hits wie El desorden von Nando Boom (Original Stick it up von Cutty Ranks) und Hombre Murió von Killer Ranks (Original Nuff Man a Dead von Super Cat) muteten zwar exotisch an, waren aber richtungsweisend für den weiteren Verlauf der Entwicklung des Reggaetón. Die CD Dancehall Reggaespañol auf dem Major-Label Columbia brachte die Musik ab 1991 auch nach Europa.
Im selben Jahr erschien der Song Dem Bow des jamaikanischen Raggae-Sängers Shabba Ranks. Dieser wurde stilprägend für die Weiterentwicklung des Reggaeton; sein typischer, gradliniger und von elektronischen Drumsounds geprägter Rhythmus wird bis heute nahezu unverändert verwendet und auch selbst in der Reggaeton-Szene als Dem Bow bezeichnet. Der Dem-Bow-Rhythmus selbst wurde von jamaikanischen Reggae- und Dancehall Produzenten in den späten 1980er und in den frühen 1990er Jahren kreiert. Der Rhythmus wurde zum einen Teil von Reggaes One Drop Rhythmus beeinflusst, und zum anderen Teil von anderer westindischer Musik wie Calypso und Soca. Vom Song Dem Bow erschien noch im selben Jahr eine Cover-Version des Panamaer Produzenten El General, einem der Pioniere der Musikrichtung.
Man nannte diese Musik damals under, als Kurzform von Underground. Auch wenn Panama eine längere Reggae- und eigentlich auch Reggaetónkultur vorzuweisen hat, blieben die neuen Riddims aus Puerto Rico nicht unbemerkt. In den folgenden Jahren mischte sich der Panamaer Reggaetón mit dem aus Puerto Rico. Es kamen ebenfalls kubanische Elemente hinzu. Der heutzutage in Lateinamerika so erfolgreiche Reggaetón war geboren.
Im Laufe der 1990er Jahre wurde der Reggaetón nach und nach zu einem bedeutenden Musikstil in ganz Lateinamerika. Einer der ersten Welterfolge war Meneaito, dessen Original schon 1989 von Gaby aufgenommen worden war; er wurde nach 1990 mehrmals remixt und in vielen südamerikanischen Ländern in seinen diversen Versionen zu einem beliebten Club-Hit. Der Sound des Reggaetóns wurde immer weiter perfektioniert und die Bewegung insgesamt kommerzialisiert.
Um 1995 wurde die Musikrichtung jedoch mit dem Begriff Reggaetón bedacht, vermutlich in Panama von El General, dessen Album „Baila con El General“ 1999 für einen Grammy („Bestes Dance-Album“) nominiert wurde. Ein weiterer erfolgreicher Reggaetón-Künstler aus dieser Epoche war El Chombo, ebenfalls aus Panama, der ab 1997 die Compilation-Reihe Cuentos de la Cripta mit wechselnden Sängern herausgab und dem 1999 einer der ersten Welthits des Genres, El Gato Volador, gelang. Damit hatte sich Reggaetón Ende der 1990er Jahre endgültig in der spanischsprachigen Welt als erfolgreiche Musikrichtung etabliert.

### 2000 bis 2005
Massenkompatibel wurde der Reggaetón-Sound durch die Arrangements des dominikanischen Produzentenduos Luny Tunes, welches seit 2003 mehrere eigene Alben veröffentlichte und die große Mehrheit der puerto-ricanischen Reggaetón-Alben produziert.
In den ersten Jahren des 21. Jahrhunderts gelang der Stilrichtung der Sprung nach Europa, wo sie anfangs in Spanien populär wurde. Die bekanntesten Reggaetón-Hits in Europa waren Papi chulo … te traigo el mmmm (aus dem gleichnamigen Film von 2003) von Lorna sowie Siéntelo von Speedy und der US-Rapperin Lumidee aus dem Jahr 2004. 2005 gelang mit Gasolina von Daddy Yankee und Loco von Pachanga erstmals Reggaeton-Hits der Sprung in die deutschen Top 10 der Charts.

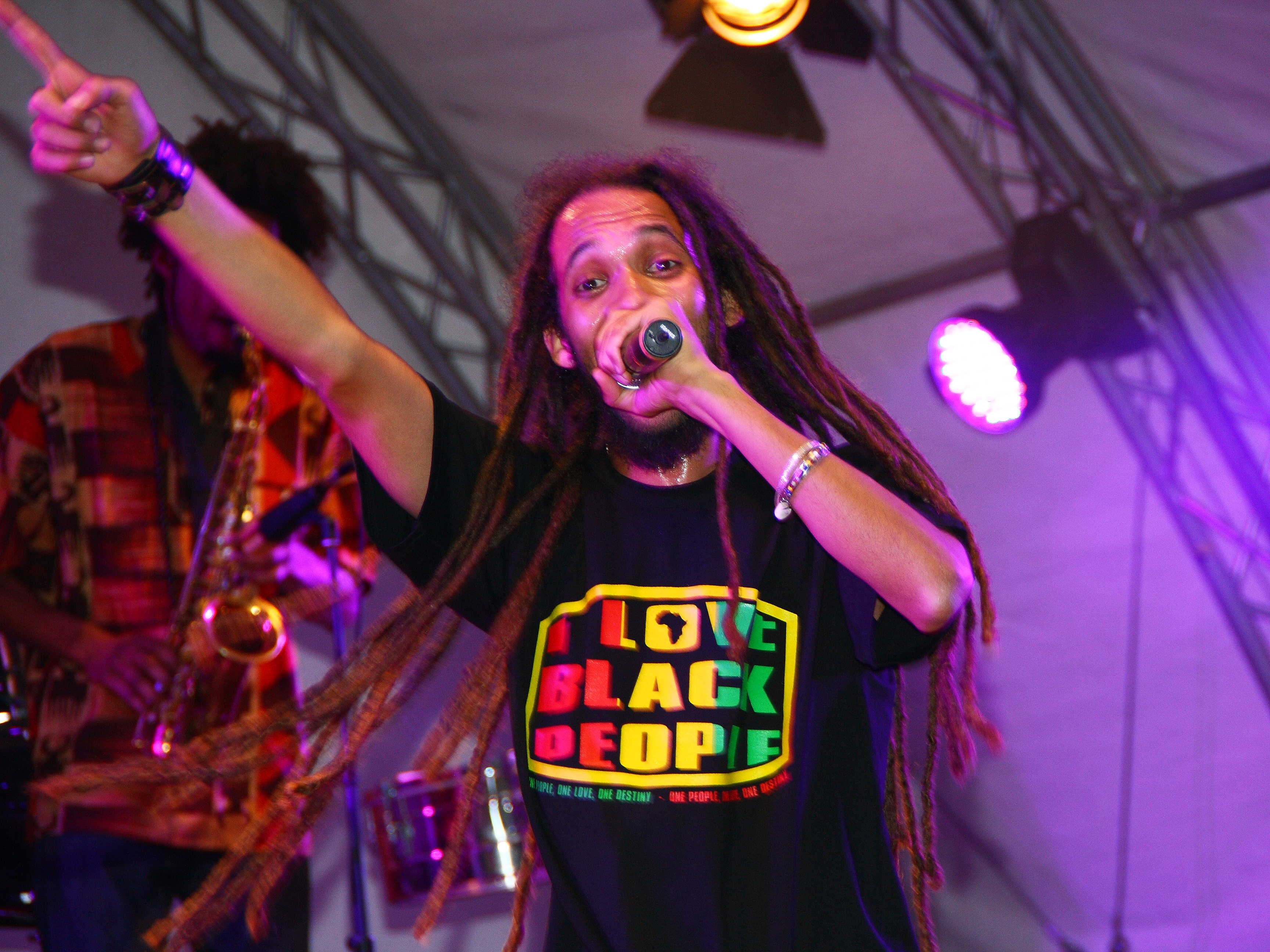
Kumar beim TFF.Rudolstadt 2010

### Kubanischer Reggaeton
Der Ursprung des kubanischen Reggaeton wurde von verschiedenen Gruppen ab 1999 in Kuba geprägt. Der Stil wurde aus Lateinamerika, hauptsächlich aus Puerto Rico aufgegriffen.
Die erste Band, die mit dem neuen Musikstil bekannt wurde, hieß SBS. Sie waren sehr beliebt bei der kubanischen Jugend, da sie einen neuen, eigenen Stil zeigten, Rap mit puerto-ricanischen Einflüssen gemischt mit kubanischer Musik. Später gründeten sich andere Gruppen, die im ganzen Land bekannt wurden, wie z. B. Candyman, der es mit einem ganz originellen Stil schaffte, in den Top 10 zu landen.
Die Musik von Candyman hatte einen jamaikanischen Einfluss, da er im Osten Kubas, in Santiago de Cuba lebt.
Nach 2000 konnten verschiedene Gruppen und Solokünstler wie El Médico, Triángulo Oscuro, Máxima Alerta, Pandilla X, Concepto, Baby Lores, El Chacal, El Insurrecto, Gente de Zona, Kola Loka und Eddy K mit ihrer kubanischen Variante Erfolge feiern. Diese Gruppen und Solokünstler mischten den Reggaetón mit kubanischen Musikrichtungen wie der Timba und es entstand der typisch kubanische Reggaetón – auch Cubaton.

### 2006 bis heute
Im Jahr 2006 hat sich innerhalb des Reggaeton-Genres ein Trend abgezeichnet. Renommierte Reggaeton- oder Hip-Hop-Künstler widmeten sich nicht mehr ausschließlich dem Reggaeton. Parallel zu dieser Entwicklung entstand ein Übergenre. Elemente verschiedener Musikstile wurden verbunden mit klassischen Latin Music Stilen. So z. B. Toby Love, der eine eigene Musikrichtung erfand, die er „CrunkChata“ nannte, eine Mischung aus Elementen des R&B und der Bachata (siehe auch Crunk). Insider nannten diese spanischsprachige Musik von nun an sowohl „Latin Urban“ als auch „Hispanic Urban“. Ein weiterer bekannter Fall war der Rapper Chelo aus Miami, der ähnliches tat, auch er verband Latin-Elemente mit R&B. Der bekannte Rapper Pitbull veröffentlichte sein Album „El Mariel“, auf dem nicht ein einziger Reggaeton-Track zu finden war, dennoch waren fast alle der 22 Songs beispielsweise von kubanischen Musikrichtungen beeinflusst und wurden teilweise auch in Spanisch gesungen oder gerappt. Ein Song, der Diskussionen hervorrief, war Mamacita von Pharrell Williams und Daddy Yankee: Erst waren einige Hörer der Meinung, dass es sich um Reggaeton handele, doch diese Überlegung war falsch, da der Song das Grundelement, den Dem Bow, nicht beinhaltete. Vielmehr konnte man dieses Lied als gutes Beispiel für Latin Urban, da es auch spanische Texte beinhaltete, bezeichnen und somit als Latin Urban verallgemeinern.
Ein anderer Trend war, dass viele Songs nun komplexere Beats hatten. So griffen einige Produzenten nun auf den sogenannten Bachatón sowie Salsaton zurück, um dem Reggaeton eine neue Basis zu verschaffen und differenziertere Songs zu produzieren. Der Grundrhythmus, der Dem Bow, bleibt beim Bachatón, aber es werden einige Elemente der Bachata übernommen, z. B. Gitarrensounds (Beispiel: Esta noche de travesura von Hector „El Father“/Luny Tunes). Gleiches gilt für den Salsaton, der von der Salsa abstammt (Beispiel: Quítate tú pa ponerme yo von Eddie Dee) und den eher weniger verbreiteten Merengueton (Beispiel: Colé von Mojiganga). Das dominikanische Produzenten-Duo Luny Tunes entwickelte für ihre Compilation Los Benjamins ein Lied (Noche de Entierro (Nuestro amor se acabó)), welches Elemente des kolumbianischen Vallenato beinhaltete und so Vallenaton genannt wurde.
Nachdem es einige Jahre sehr ruhig war, konnte die Reggaeton-Szene etwa 2014 wieder ein Comeback starten. Bedingt war das auch durch bekannte lateinamerikanische Künstler wie Ricky Martin, Shakira oder Enrique Iglesias. Ebenfalls hilfreich waren neue Künstler – insbesondere aus Kolumbien – die einen neuen Stil brachten: Maluma oder J Balvin. Songs wie „Chantaje“ (Shakira feat. Maluma), „El Perdon“ (Nicky Jam & Enrique Iglesias) oder „Despacito“ (Daddy Yankee & Luis Fonsi) entwickelten sich zu Welthits.

## Bedeutende Gastauftritte
- Seit N.O.R.E.s „Oye mi canto“ gibt es auch von zahlreichen Hip-Hop-Songs Reggaetón-Remixe.
- Auch bei den Veröffentlichungen von Sean Paul, Mr. Vegas, Nina Sky, Cypress Hill, R. Kelly und auch den Ruff Ryders ist ein Reggaetón-Einfluss spürbar.
- Einige Reggaetón-Künstler coverten amerikanische Hip-Hop-Stücke. So unterlegte Tego Calderón die Beats von 50 Cents „P.I.M.P.“ und „In da Club“ mit spanischen Raps.
- Auch in den Produktionen der Berliner Gruppe Culcha Candela finden sich Elemente des Reggaetón.
- Reggaetón-Künstler waren 2005 Gastmusiker auf dem Album „Life“ von Ricky Martin: Julio Voltio beim Song „I Am“, Luny Tunes beim Song „Qué más da“ (dieser Song wurde mit dem Latin Grammy Award für den besten Dance-Track ausgezeichnet) und Daddy Yankee beim Song „Drop It on Me“.
- Auch in Kuba erschien mit „Homerun con Bases Llenas“ des Trios Bases Llenas das erste Reggaetonalbum auf einem einheimischen Label (im Ausland produzierte Sampler gab es schon vorher).
- Wisin, Yandel und Luny Tunes gaben 2005 ein Gastspiel auf dem Album „TP-3: Reloaded“ von R. Kelly sowie 2006 im Reggaetón-Remix von Paris Hiltons Single „Stars Are Blind“.
- Im Jahr 2005 kollaborierte Don Omar mit dem dominikanisch-stämmigen US-Rapper Fabolous und dem Rap-Produzent Swizz Beatz im Remix von Dale Don Dale.
- Weitere Zusammenarbeiten zwischen Reggaetón-Künstlern und Künstlern anderer Genres im Jahr 2006:
  - Héctor „El Father“ produzierte zusammen mit Jay-Z den Song „Here We Go Yo“.
  - Héctor „El Father“ produzierte (u. a.) zusammen mit Fat Joe den Song „Yomo dele“.
  - Tito „El Bambino“ produzierte zusammen mit Beenie Man und Luny Tunes den Song „Flow Natural“.
  - Sean Paul produzierte 2006 zusammen mit Luny Tunes und Daddy Yankee den Song „Oh Man“.
  - Pharrell Williams produzierte 2006 zusammen mit Daddy Yankee den Song Mamacita.
  - Die G-Unit-Mitglieder Young Buck und Lloyd Banks unterstützten Daddy Yankee Im Remix von Rompe.
  - Nelly Furtado wurde im Remix des Songs No Hay Igual vom puerto-ricanischen Reggaeton-Duo Calle 13 unterstützt.
  - Jim Jones, der einen puerto-ricanischen Vater hat, machte zusammen mit Tego Calderon und Don Omar einen Reggaeton-Remix seiner Hit-Single We Fly High.
- Auf Daddy Yankees Album El Cartel: The Big Boss findet man wieder einige Gastauftritte amerikanischer Hip-Hop-Stars:
  - Nicole Scherzinger in Papi Lover
  - Fergie in Impacto (Remix)
  - Will.i.am in Plane to P.R.
  - Akon in Bring It On
- Auch der puerto-ricanische Sänger Zion arbeitete im Song The Way She Moves mit Rapper Akon zusammen.

- In Pitbulls Album „Dale“ sind auch einige Reggeaton-Lieder zu hören.

## Charakterisierende Elemente
Besonders der simple, aber effektive Grundrhythmus und die sparsame Instrumentierung machen aus dem Reggaetón eine sehr eindringliche, konstant zum Tanzen animierende Musik.

### Rhythmus
Der von einem Drumcomputer gespielte Grundrhythmus des Reggaeton – Dembow-Rhythmus, benannt nach dem gleichnamigen Song von Shabba Ranks von 1991, ist im Vier-Viertel-Takt gehalten und im Prinzip eine der vielen Varianten des traditionellen Dancehall; er tendiert aber dazu, simpler arrangiert zu sein und von den verwendeten Sounds her synthetischer zu klingen. Das Tempo liegt bei den puerto-ricanischen Reggaetón-Songs meist bei etwa 95 bpm. Einige Songs, vor allem von El Chombo oder El General aus Panama, haben ein höheres Tempo (bis etwa 110 bpm).
Auf der zweiten und vierten Zählzeit wird die Bassdrum manchmal weggelassen, ebenso findet man manchmal eine Snare auf dem ersten Sechzehntel nach der dritten Zählzeit. Meist sind dies jedoch die einzigen Varianten, die im Reggaetón angewendet werden, im Gegensatz zu den komplexeren Rhythmusvarianten des traditionellen Dancehall. Typisch sind dagegen periodische Wechsel in der Klangfarbe der Snaredrum.
Die Fill-Ins (etwa alle 4 Takte) orientieren sich eher an denen des Techno als an denen des Dancehall. So sind schnelle Wiederholungen der Bassdrum und der Snaredrum sowie das kurzzeitige Aussetzen des Rhythmus typisch. Noise- und Sample-Collagen wie im traditionellen Dancehall waren zwar in der Anfangszeit des Reggaetón ebenfalls anzutreffen, sind aber heute meist zugunsten eines „glatteren“ Klangbildes zurückgenommen.
Manchmal werden auch andere Percussion-Instrumente zur Ausschmückung dieses Rhythmus eingesetzt, z. B. Congas und Bongos, die jedoch im Vergleich zum prägnanten Grundrhythmus nur eine Nebenrolle spielen.
Vereinzelt findet man im Reggaetón auch afrikanische Elemente, die sich über die Musik der Sklaven in verschiedene lateinamerikanische Stile wie Bomba und Plena gerettet haben und sich im Reggaetón wiederfinden.

### Instrumentierung
Über dem Rhythmusgerüst wird ein Synth-Bass gespielt, der meist die geraden Zählzeiten des Taktes betont und nur bei Fill-Ins einen komplexeren Rhythmus eingeht. Er besteht meist aus Quart- und Quint-Schritten.
Meist beschränkt sich die restliche Instrumentierung auf einstimmige Synth-Riffs. Nur selten findet man die für andere Reggae-Varianten typischen Klavier-, Akkordeon- oder Gitarrenakkorde, dafür manchmal Samples von traditionellen lateinamerikanischen Volkstänzen (z. B. Cumbia, Merengue, Son etc.).
Etwa ab 2003 macht sich der Einfluss des R’n’B aus den USA in der Instrumentierung bemerkbar, so werden immer häufiger melodiöse Streicher-Hooklines und Flächensounds eingesetzt. Dies hat entscheidend dazu beigetragen, dass der Reggaetón von heute deutlich „poppiger“ und massenkompatibler klingt als noch in den 1990er Jahren.

### Varianten
Mit der Zeit haben sich viele Möglichkeiten gebildet, Reggaeton mit anderen Musikgenres zu mischen. Dabei handelt es sich nicht nur um lateinamerikanische Musikstile, sondern auch um urbane Stile. Teilweise ist in den Songs ein starker House-Einfluss zu bemerken. Dieser offenbarte sich beispielsweise im Song The Anthem von Pitbull und Lil Jon. In diesem Song sind besonders die Merkmale des House-Songs Calabria hörbar.
Aus dem Reservoir der lateinamerikanischen Musikstile bedienen sich Produzenten meist an der Bachata, woraus dann ein Bachatón oder Bachateo entsteht. Auffällig ist hierbei, dass viele Songs Bachatón genannt werden, ohne dass man den Bachata-Einfluss hört, vielmehr kommt der Einfluss in jenen Songs vom Mambo, dennoch wird dieser daraus entstandene Stil dann Bachaton genannt. In Übergängen bei Bachaton-Songs findet man häufig kurze Merengue-Intervalle (z. B. im Song Mayor Que Yo von Luny Tunes und Wisin & Yandel).
Mischungen aus Merengue und Reggaeton nennt man Merengueton, diesen findet man häufig auch in einer schnelleren Variante des Merengue, dem Merenmambo, dessen Einfluss des Mambo man schon im Namen sieht; Beispiele hierfür sind der Song Pa’ La Tumba von Hector „El Father“ oder Dime Quienes Son von Wisin & Yandel.
Als letzte bedeutende Mischung ist Salsaton zu nennen, ein Mix aus Salsa und Reggaeton. Ein bekanntes Salsaton-Lied ist Sabor A Melao von Daddy Yankee.

### Texte
- Die Texte sind sehr direkt und unverblümt. Die Künstler singen über alltägliche Kriminalität und Gewalt auf der Straße oder in ihrem Viertel (Barrio), wobei dieses Leben meist als völlig normal, sogar Wunschzustand beschrieben wird.

Beispiel: „Vivo en la calle, como siempre buscándomela.“ („Ich lebe auf der Straße, wie immer auf der Suche nach ihr.“)
- Themen wie die Liebe, bzw. Trennung und das Tanzen sind ebenfalls sehr häufig.

- Oft aber dreht es sich schlicht um Sex. Vielfach findet man bewusst doppeldeutige Texte, manchmal auch sehr direkte und obszöne.

Beispiel: „Gasolina“ von Daddy Yankee: dort singt die Sängerin Glory: „Dame más gasolina“ – „Gib mir mehr Benzin“ – aber für viele in Lateinamerika bedeutet „gasolina“ in diesem Zusammenhang eigentlich „Sperma“.
- Viele Lieder verherrlichen leistungsstarke Autos und Motorräder: „Gasolina“ von Daddy Yankee, „Tócale bocina“ von Noriega, „Cola de motora“ von Don Miguelo, „Cuatro gomas“ von Rubiote & Yésica oder „Honda y Yamaha“ von Ingco Crew.

- Songtitel wie „Rákata“ (Wisin y Yandel auf dem Album „Luny Tunes: Más flow II“), „Ran tan tan“ (Héctor y Tito) oder „Rat kataka“ (Lorna), oft unterlegt mit Maschinengewehrgeräuschen, werden lautmalerisch für das Praktizieren des Koitus verwendet.

- Die Texte sind fast durchweg in spanischem Sprechgesang (Rap) gehalten, die stilistisch zwischen dem schnellen, harten „Toasting“ im Dancehall und eher melodischem oder langsameren Old School Hip-Hop liegen. Der sparsam instrumentierte Stilmix spiegelt den Culture Clash der karibischen Musikstile wider.

- Teilweise hat der verwendete Text eine politisch-sozialkritsche Funktion, z. B. in Songs von Julio Voltio oder auch bei Tego Calderón und Ranking Stone und besonders bei den Reggaetón-Künstlern aus Kuba, da hier verschlüsselte Systemkritik geübt wird.

- Oft wird Rassismus thematisiert.

#### Häufige Slang-Ausdrücke in Reggaetón-Tracks
- abusadora – wörtlich: eine Frau, die einen Mann ausnutzt, auch: … die ihm das Herz bricht (Ivy Queen nennt sich so)
- (nos fuimos) a fuego / (vámonos) a fuego – wörtlich: ins Feuer, auch: crazy, verrückt
- anormales – wörtlich: die Anormalen, auch: die Crew, die Gang (Héctor „El Father“ nennt seine Band so)
- barrio – Stadtviertel, Bezirk
- (una chica) bien belleca – ein „verdorbenes“, „versautes“ Mädchen
- blin blineo – mit teurem Schmuck (engl. ugs.: bling bling) angeben
- (se soltaron los) boricuas – die Puerto-Ricaner (sind los)
- (dame) candela – wörtlich: (gib mir) Hitze, Flamme, hier: liebe mich leidenschaftlich
- clavando – wörtlich: nagelnd, hier (wie auch im Deutschen): vögelnd
- cuero – wörtlich: Leder, hier: Nutte, Schlampe
- dembow – der Rhythmus des Reggaetón
- gata – wörtlich: Katze, hier: Mädchen, Frau
- guirla – Mädchen (vom englischen girl abgeleitet)
- guallando – wörtlich: reibend, auch: eng tanzend, auch: vögelnd
- masacote – großer Penis (Tego Calderón nennt sich auch „el dueño (Besitzer) del masacote“)
- pega’o (pegado) – wörtlich: geklebt, hier: (Personen) eng tanzend, oder: (Lied / Sänger) „in“, „angesagt“
- pum pum – Vagina; wird auch in jamaikanischen Dancehall-Tracks verwendet; ein „pum pum printer“ ist eine (zu) enge Hose, die zu viele Körperdetails erkennen lässt
- relajando – scherzend (vom spanischen relajar abgeleitet)
- roncando – wörtlich: schnarchend, hier: große Fresse, nix dahinter
- sin jockey – wörtlich: ohne Reiter, hier: Frau / Mädchen solo unterwegs
- tiraera (tiradera) – verbaler Angriff in einem Song auf einen anderen Rapper, „dissen“
- (nos fuimos) under – Abkürzung für engl. underground
- yal – Frauen, Mädchen (vom englischen girl/gal abgeleitet)
- mambo – Daddy Yankee selbst bezeichnet sich so
- azotar – auspeitschen (¡Azótala!)
- látigo – Peitsche; oft verwendet (¡Dále con el látigo!)
- vacilar – wörtl. zögern, hier: tanzen, abhotten zu Reggaetón (Vamos a vacilar.)

#### Die Frau in den Reggaetón-Texten
In vielen Texten des Reggaetón wird die Frau als gata (Katze) bezeichnet – als wilde Katze ('gata fiera'), als 'felina' (Wildkatze) oder als läufige Katze ('gata suelta'). Diese Katze ist schön und anmutig ('gata sandunguera'), aber auch Banditin ('gata bandida', 'gata gangster') und Wegelagerin ('bandolera'), die den Männern auflauert und sie zu ihrer Beute macht. Dabei betrügt und hintergeht sie die Männer durchaus ('gata traicionera'), sie ist souverän, und man kann ihr nicht trauen. Sie ist eine Teufelin im Bett ('diabla en la cama'), sie missbraucht Männer ('abusadora'), sie ist ein Killer ('la killer').
Dies ist nicht nur eine männliche Projektion, sondern auch die Selbstdarstellung in Songs von Ivy Queen, Glory, Joan, La Hill oder Lorna.
Diese Darstellung der Frau ist in etwa zusammengesetzt aus den Bildern, die schon Jahre vorher Thalía (im Song Mujer latina) oder Noelia (im Song Candela) gezeichnet haben – starke, schöne, leuchtende, „straighte“, „toughe“, unabhängige und unwiderstehliche Frauen, entsprechend dem landläufigen Klischee der Latina – vermischt mit ein bisschen Gangsta Rapper-Image.
Beispiele für Songs, in denen diese Metaphern zu hören sind:
- Ivy Queen: „La gata“
- Glory: „Gata gangster“
- Héctor El Bambino & Joan: „Gata fiera“
- Luny Tunes & Noriega feat. Glory: „La gata suelta“
- Glory: „Gata gárgola“
- La Hill feat. Julio Voltio: „Bandolera“
- Joan & O’Neil: „La killer“
- Ivy Queen: „Abusadora“
- Lito & Polaco: „Gata traicionera“
- Glory feat. Don Omar: „Bandolera“
- Héctor y Tito: „Felina“
- Héctor El Bambino & Joan: „Ella es de la calle“
- Yomo feat. DJ Joe: „Bandida“
- Glory feat. Don Omar: „Suelta como gabete“

Dass es fast immer nur um Sex geht, bedeutet übrigens keineswegs, dass die Frauen leicht zu haben sind. Ivy Queen singt in einem ihrer größten Hits:
Yo quiero bailar, tú quieres sudar

y pegarte a mi, el cuerpo rozar,

y yo te digo: si tú me puedes provocar

eso no quiere decir que pa’ la cama voy.
Ich möchte tanzen, du möchtest schwitzen,

und mir ganz nah kommen, meinen Körper streifen,

und ich sage dir: auch wenn du mich provozieren kannst,

heißt das nicht, dass ich (mit dir) ins Bett gehe.
Die venezolanische Gruppe Dame pa' Matala kritisiert diese Haltung in ihrem Song „Fucking Reggaeton“.

## Bedeutende Künstler
Sänger
- Arcángel
- Bad Bunny
- Daddy Yankee
- De La Ghetto
- Don Omar
- El Médico
- El Chacal
- El Chombo
- El General
- Farruko
- Héctor „El Father“
- J Balvin
- Juanes
- Lucenzo
- Maluma
- Manny Montes
- Ozuna
- Tito „El Bambino“
- Julio Voltio
- Nicky Jam
- Redimi2
- Sebastián Yatra
- Speedy
- Tego Calderón
- Wisin
- Yandel

Sängerinnen
- Becky G
- Glory
- Greeicy Rendón
- Ivy Queen
- Natti Natasha
- Karol G
- Lorie
- Srta. Dayana

Duos oder Gruppen
- Arcángel y De La Ghetto
- Calle 13
- Baby Rasta y Gringo
- Gente de Zona
- Héctor y Tito (solo als Héctor „El Father“ und Tito „El Bambino“)
- Khriz y Angel
- R.K.M. y Ken-Y
- Wisin y Yandel
- Zion y Lennox (seit 2008 wiedervereint)
- Jowell y Randy
- Plan B

Produzenten
- Luny Tunes
- Nelly (Cornell Haynes jr.)
- Tainy
- Pina Records

Deutsche Reggaetóninterpreten
- Lucry

## Konflikte
Mit der Latin Recording Academy gibt es seit langem Auseinandersetzungen um die fehlende Anerkennung von Reggaeton bei den Latin Grammys. Die Academy ihrerseits beklagt die mangelnde Beteiligung der Repräsentanten des Reggaeton bei ihren Aktivitäten.